# Léon Wieger
Georges Frédéric Léon Wieger (Strasbourg, 1856. július 9. – Hszian, 1933. március 25.; kínai neve pinjin hangsúlyjelekkel: Dài Suìliáng; magyar népszerű: Taj Szuj-liang; kínaiul: 戴遂良) francia jezsuita misszionárius, sinológus.

## Élete, munkássága
Léon Wieger egy elzászi orvosprofesszor fiaként született Strasbourg. A helyi egyetemen később maga is orvosnak tanult, többek között Albert Schweitzer. 1881. január 21-én a belgiumi Drongenben csatlakozott a jezsuita rendhez. 1887. július 31-én szentelték pappá, és még ebben az évben a kínai Hszienhszien (献县) egyházkerületbe küldték missziós munkára. Hocsienben (河间) a sinológusként ugyancsak számontartott Séraphin Couvreur munkatársa volt.
Hittérítői tevékenysége mellett sinológiai kutatásokat is végzett, a legjelentősebb eredményeit a kínai néprajz, buddhizmus és taoizmus terén érte el. 1905-ben a hocsieni nyelvjárásról írt tanulmánykötetéért Stanislas Julien-díjjal jutalmazták. A párizsi Académie des inscriptions et belles-lettres is tagjai közé választotta.

## Főbb művei

### Szerzőként
- Rudiments de parler et de style chinois, dialecte de Ho-Kien-Fou, Ho-Kien-Fou, Imprimerie de la mission catholique, 1895
- Folk-lore chinois moderne, Sien-hsien, imprimerie de la mission catholique, 1909
- La Chine à travers les âges : Précis. Index biographique. Index bibliographique, Imprimerie de la mission Catholique, 1924
- Histoire des croyances religieuses et des opinions philosophiques en Chine, avec illustrations. Première et deuxième périodes : jusqu’en 65 après J.-C.; Troisième et quatrième périodes : de 65 à nos jours. Deuxième édition, imprimerie de Hien-hien, 1922, 798 pages. Première édition, 1917
- Caractères chinois Sien-hsien, imprimerie de la mission catholique, 3·10{{{1}}} éditions, 1916
- traduction du précédent: Chinese Characters: Their Origin, Etymology, History, Classification and Signification (Translated into English by L. Davrout, S.J.) New York: Paragon Book Reprint Corp. & Dover Publications Inc,. 1965

### Fordítóként
- Textes philosophiques, Sien-hsien, imprimerie de la mission catholique, 1906
- Taoïsme. Tome II, Les pères du système taoïste, 1910
- Lao-Tseu, Tao-tê-king  ; trad. du chinois par le R.P. Léon Wieger, introd. par Jean Varenne, Monaco, ed. du Rocher, 1991
- Bouddhisme chinois, textes établis, présentés et traduits par Léon Wieger,  Paris, Cathasia, 1951

## Fordítás
- Ez a szócikk részben vagy egészben  a   Léon Wieger című francia Wikipédia-szócikk ezen változatának fordításán alapul.  Az eredeti cikk szerkesztőit annak laptörténete sorolja fel. Ez a jelzés csupán a megfogalmazás eredetét és a szerzői jogokat jelzi, nem szolgál a cikkben szereplő információk forrásmegjelöléseként.